# Enantiidae
Famille
Les Enantiidae sont une famille de vers plats marins, du sous-ordre des Acotylea et de l'ordre des Polycladida.

## Systématique
Le nom valide complet (avec auteur) de ce taxon est Enantiidae Graff, 1889.

## Liste des genres
Selon la base de données World Register of Marine Species (12 novembre 2023), la famille des Enantiidae regroupe deux genres :
- genre Enantia Graff, 1889
- genre Spinantia Faubel, 1983